# Autoroute 30 (Québec)
L'autoroute 30 (A-30) ou Autoroute de l'Acier est une autoroute interurbaine québécoise qui relie la Montérégie au Centre-du-Québec en passant par la Rive-Sud de Montréal. Le projet de construction de l'A-30 remonte au début des années 1960 et son but était de remplacer la route 132, laquelle était alors désignée comme la route 30, comme principal lien routier entre les municipalités de la rive sud du Fleuve Saint-Laurent. On y voyait là également un lien routier favorisant les déplacements en périphérie de la métropole. À l'origine, il était prévu que l'A-30 débute à l'A-40 à Vaudreuil-Dorion et se termine à Saint-Pierre-les-Becquets sur la route 218. Depuis ce temps, plusieurs modifications au tracé ont été apportées. De Salaberry-de-Valleyfield à Sorel-Tracy, elle est accompagnée par la route 132, de desserte locale qui peut aussi lui servir d'alternative lors de fermeture importante. Sa section la plus achalandée est celle entre le boulevard Sir Wilfrid-Laurier (route 116) et le boulevard de Montarville avec un débit journalier moyen annuel de 87 000 véhicules (2016).
La construction de l'A-30 progressa rapidement entre 1968 et 1976. Mais, à la suite du moratoire du gouvernement sur la construction d'autoroutes (1977 à 1985), le projet fut mis au rancart. Des travaux ont été entrepris par le ministère des Transports du Québec et par Nouvelle Autoroute 30, un partenariat public-privé , entre 2004 et 2012, permettent, depuis le 15 décembre 2012 à 10 h 30, de relier Vaudreuil-Dorion à Sorel-Tracy.

## Sections de l'autoroute

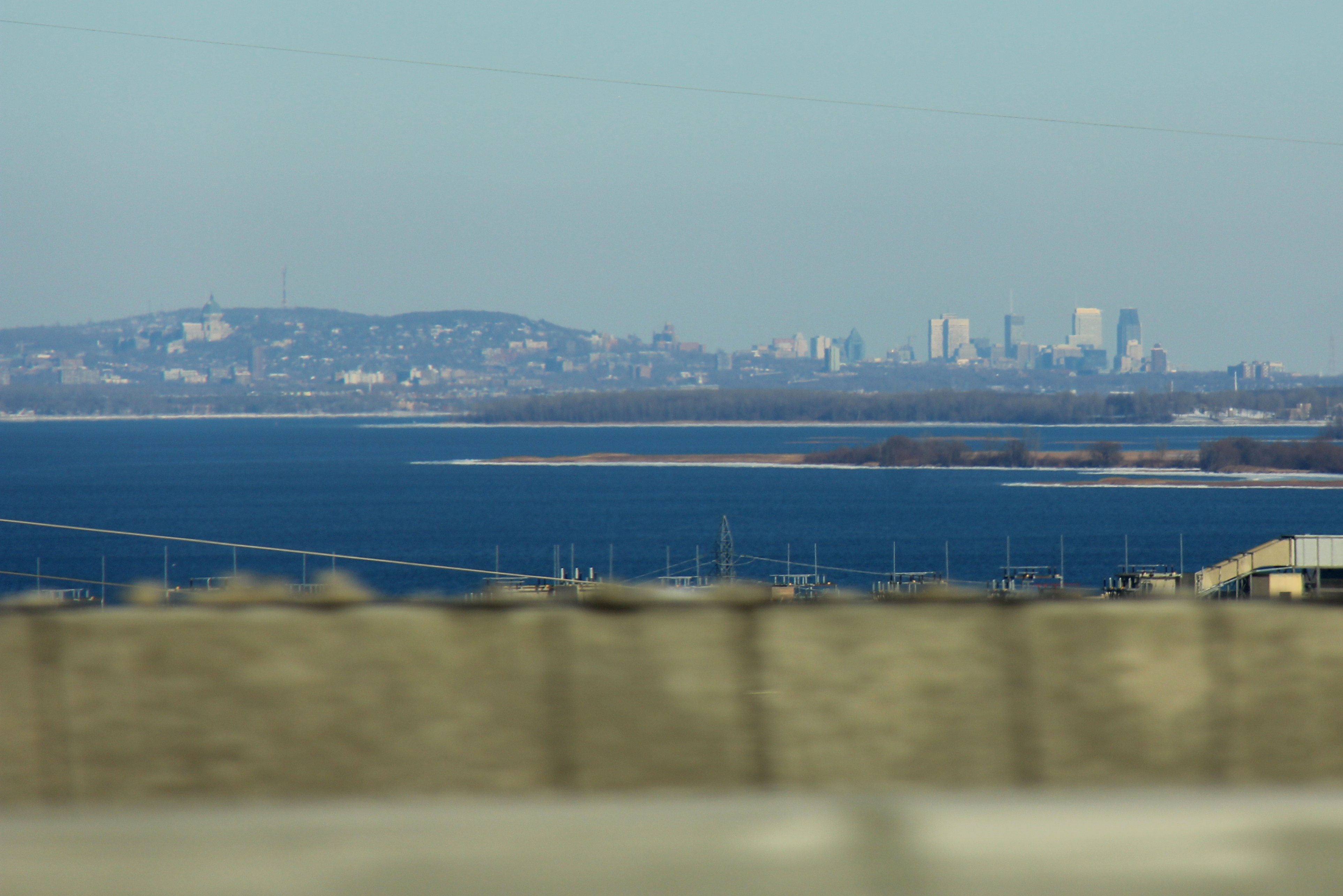
Montréal vu depuis l'autoroute 30

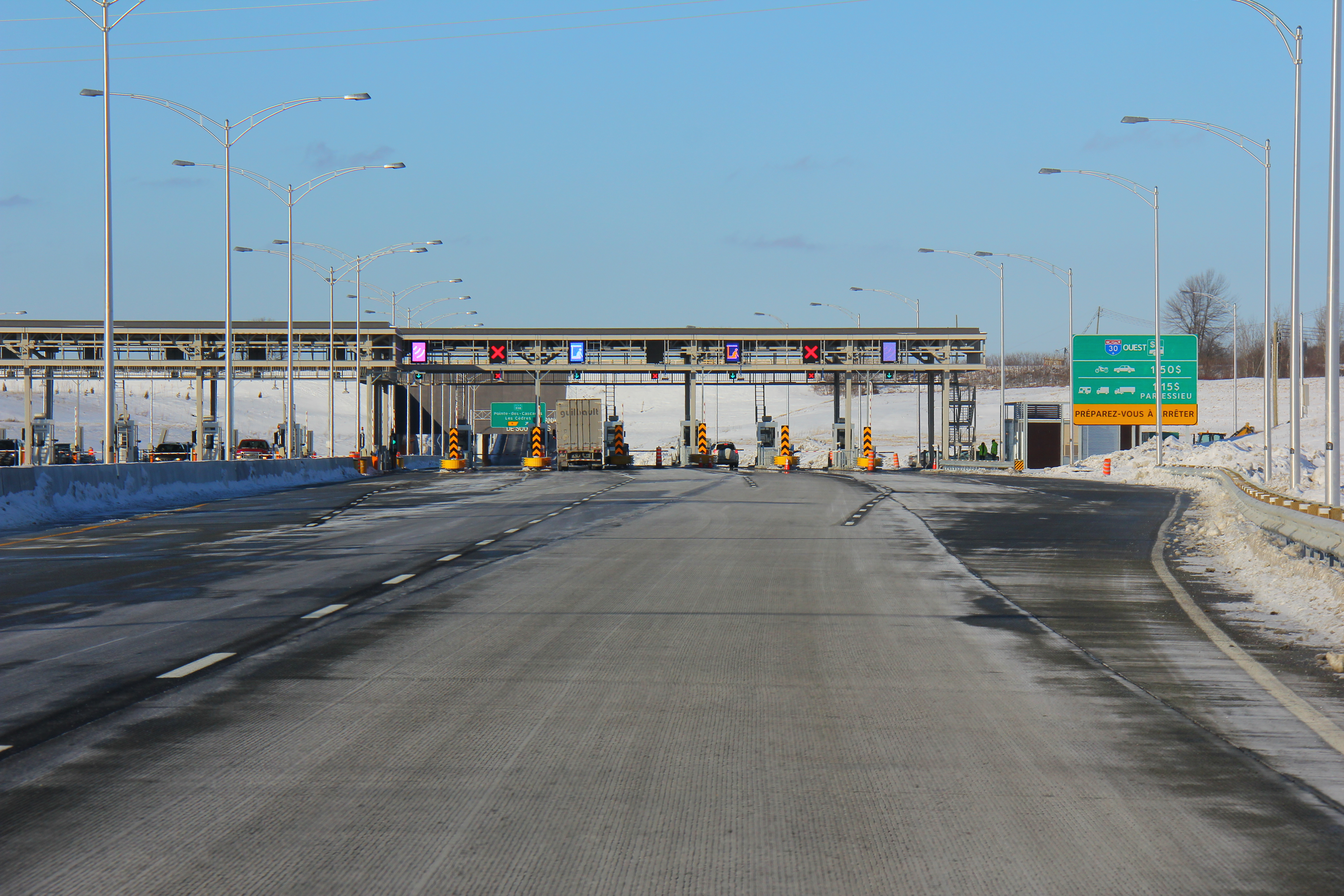
Poste de péage près du canal de Soulanges

1. De l'A-40 à l'A-20 à Vaudreuil-Dorion. Cette section fut ouverte en 1967 en tant qu'A-540 afin de rejoindre rapidement l'Autoroute Félix-Leclerc en provenance de l'Autoroute du Souvenir (section ouest de l'A-20).
2. De l'échangeur de l'A-20 à Vaudreuil-Dorion au boulevard Saint-Jean-Baptiste à Châteauguay. Ce tronçon de 33 km traverse le canal de Soulanges, le fleuve Saint-Laurent et le canal de Beauharnois et a été ouvert à la circulation le 15 décembre 2012 à 10 h 30.
3. Le contournement de Kahnawake : une section d'environ 8 km, entre le boulevard Saint-Jean-Baptiste à Châteauguay et l'A-730, inaugurée en 1992 et construite à la suite de la Crise d'Oka en 1990. Elle rejoignait autrefois la route 132.
4. Le contournement des villes de Saint-Constant, Delson et Candiac, entre les autoroutes 730 et 15, ouvert à la circulation le 19 novembre 2010 à 15 h.
5. Le tronçon Jean-Leman : une section de 3 km située à l'est de l'A-15, jusqu'à l'A-930, ouverte à la circulation le 7 novembre 2011 à 5 h.
6. Une section allant de Candiac à Sorel-Tracy, construite par tronçons entre 1968 et 1996.
7. Un tronçon de 18,3 km d'autoroute à une chaussée, ainsi qu'une très courte section à voies séparées au niveau de l'échangeur au sud de Trois-Rivières. Il s'agit d'un échangeur autoroutier complet avec l'A-55. Elle permet d'accéder rapidement à Bécancour et à son parc industriel et portuaire en provenance de la rive nord en passant par le Pont Laviolette. Ce tronçon possède quelques intersections à niveau.

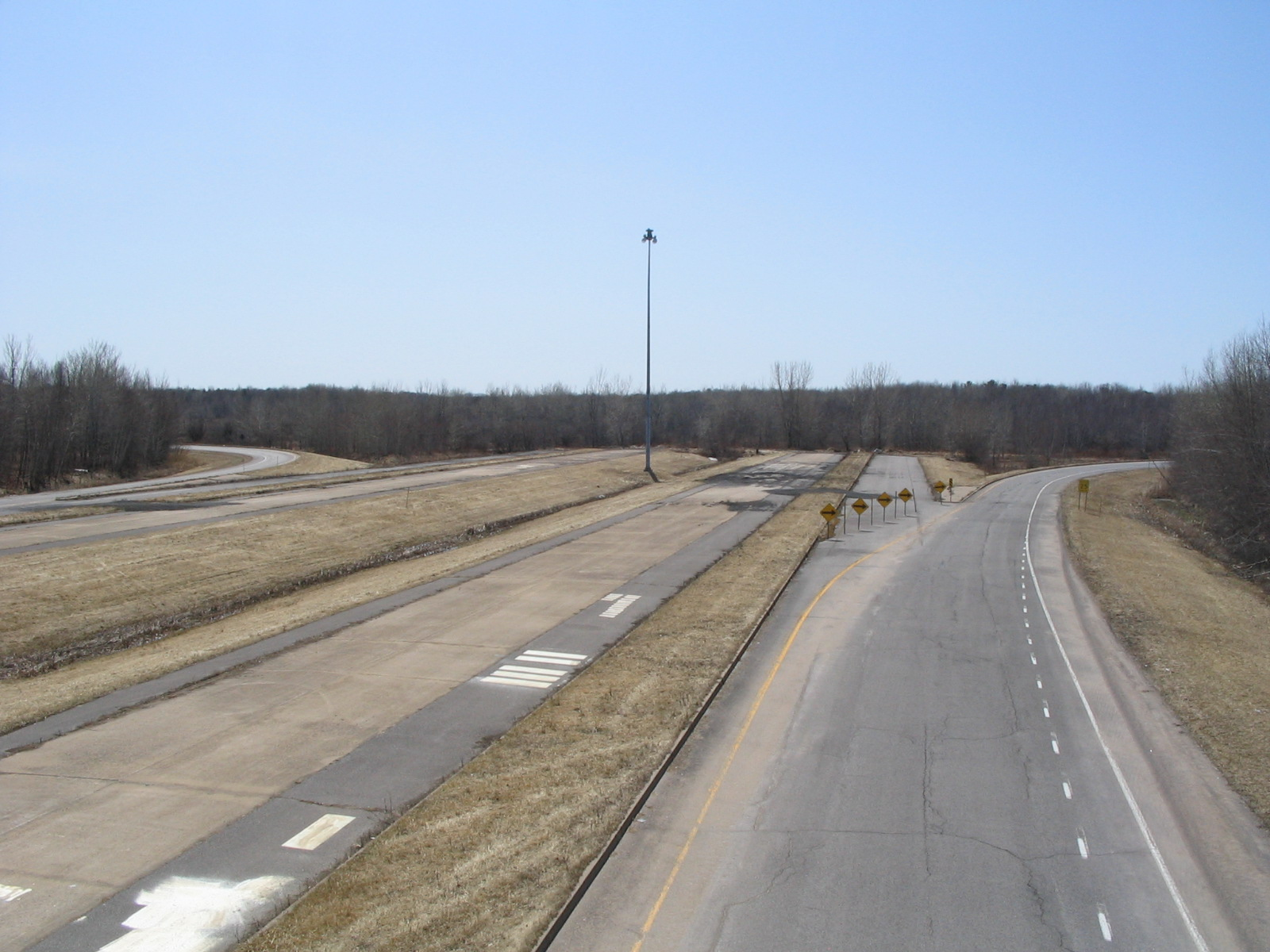
L'extrémité est de l'autoroute centricoise 30 se termine abruptement à Bécancour. Elle devait originellement continuer vers Nicolet.

Note : L'ancien tronçon compris entre le chemin Larocque et le boulevard Pie-XII à Salaberry-de-Valleyfield fait maintenant partie de l'A-530.
Actuellement, aucun projet n'existe pour la construction d'une autoroute à l'ouest de Salaberry-de-Valleyfield vers la frontière américaine, comme il était originellement prévu. De plus, le MTQ ne prévoit pas prolonger l'autoroute entre Sorel-Tracy et le tronçon de Bécancour et ce malgré la demande de la ville de Nicolet pour construire l'autoroute sur 6 kilomètres entre l'A-55 et la route du Port. Le débit journalier moyen étant actuellement trop faible pour justifier une autoroute, celui-ci étant de 7800 véhicules sur la route 132 en 2008,.

## Historique
Les deux premières sections de l'A-30 originale ont été ouvertes à la circulation en 1968. Le reste de l'autoroute a été construit en plusieurs segments. Par contre, la section de l'ancienne A-540 qui a été intégrée à l'A-30 en décembre 2012 fut ouverte en décembre 1966.
| Kilomètres                        | Année                         | Notes                                                                                        |
| --------------------------------- | ----------------------------- | -------------------------------------------------------------------------------------------- |
| 0 à 5                             | 17 décembre 1966              | Autoroute 40 à Autoroute 20 (Ancienne )                                                      |
| 5 à 38                            | 15 décembre 2012 à 10 h 30 HE | Autoroute 20 à Route 132 / Route 138                                                         |
| 38 à 46                           | 1992                          | Route 132 / Route 138 à Autoroute 730 (Contournement Kahnawake)                              |
| 46 à 55                           | 19 novembre 2010 à 15h00 HE   | Autoroute 730 à Autoroute 15 (Contournement Saint-Constant, Delson et Candiac)               |
| 55 à 58                           | 7 novembre 2011 à 5h00 HE     | Autoroute 15 à Autoroute 930 (Tronçon Jean-Leman)                                            |
| 58 à 67                           | 1996                          | Autoroute 930 à Autoroute 10                                                                 |
| 67 à 73                           | 1982                          | Autoroute 10 à Route 112                                                                     |
| 73 à 76                           | 1975                          | De Route 112 à Route 116                                                                     |
| 76 à 83                           | 1968                          | Route 116 à Autoroute 20                                                                     |
| 83 à 87                           | 1971                          | Autoroute 20 au chemin de la Belle-Rivière                                                   |
| 87 à 135                          | 1977                          | Du chemin de la Belle-Rivière au chemin du Golf                                              |
| 135 à 141                         | 1972                          | Du chemin du Golf à Route 223                                                                |
| 141 à 144                         | 1968                          | Route 223 à boulevard Poliquin (Sorel-Tracy)                                                 |
| ≈209 à ≈227 (Bécancour) (18,3 km) | 1975                          | Route 132 (Boul. de Port-Royal) / Autoroute 55 à Route 132 (Rivière Gentilly) (Une chaussée) |

## Liste des sorties
| MRC                                               | Municipalité                     | km          | Sortie                            | Destinations | Notes |
| ------------------------------------------------- | -------------------------------- | ----------- | --------------------------------- | --- | --- |
| Vaudreuil-Soulanges                               | Vaudreuil-Dorion                 | 0,00        | 1                                 | A-40 vers Autoroute 417 – Montréal, Ottawa / Gatineau, Montréal, Aéroport Mirabel                               | Sortie 32 de l'A-40 |
| Vaudreuil-Soulanges                               | Vaudreuil-Dorion                 | 1,60        | 2                                 | R-340 (Boulevard de la Cité-des-Jeunes) – Vaudreuil-Dorion, Saint-Lazare                                        | Vaudreuil-Dorion indiqué en direction est seulement                                                                      |
| Vaudreuil-Soulanges                               | Vaudreuil-Dorion                 | 3,40        | 4                                 | R-342 (Route Harwood)                                                                                           | Direction ouest seulement                                                                                                |
| Vaudreuil-Soulanges                               | Vaudreuil-Dorion                 | 4,90        | 5                                 | A-20 vers Autoroute 401 – Vaudreuil-Dorion, Montréal, Toronto, Aéroport P.E. Trudeau                            | Sortie 29 de l'A-20; Vaudreuil-Dorion indiqué en direction ouest, Montréal indiqué en direction est                      |
| Vaudreuil-Soulanges                               | Les Cèdres                       | 8,60        | 9                                 | R-338 – Les Cèdres, Pointe-des-Cascades                                                                         | |
| Vaudreuil-Soulanges                               | Les Cèdres                       | 8,70        | Tunnel sous le Canal de Soulanges | Tunnel sous le Canal de Soulanges                                                                               | Tunnel sous le Canal de Soulanges                                                                                        |
| Vaudreuil-Soulanges                               | Les Cèdres                       | 9,20        | Poste de péage                    | Poste de péage                                                                                                  | Poste de péage |
| Fleuve Saint-Laurent                              | Fleuve Saint-Laurent             | 9,60–11,50  | Pont Serge-Marcil                 | Pont Serge-Marcil                                                                                               | Pont Serge-Marcil |
| Beauharnois-Salaberry                             | Salaberry-de-Valleyfield         | 13,00       | 13                                | A-530 ouest – Salaberry-de-Valleyfield                                                                          | Sortie 12 de l'A-530 |
| Beauharnois-Salaberry                             | Beauharnois                      | 16,50       | 17                                | Chemin du Canal                                                                                                 | |
| Canal de Beauharnois                              | Canal de Beauharnois             | 19,10–20,40 | Pont Madeleine-Parent             | Pont Madeleine-Parent                                                                                           | Pont Madeleine-Parent |
| Beauharnois-Salaberry                             | Beauharnois                      | 22,00       | 22                                | R-236 (Chemin Saint-Louis) – Saint-Étienne-de-Beauharnois                                                       | |
| Beauharnois-Salaberry                             | Beauharnois                      | 25,80       | 26                                | R-205 (Chemin de la Beauce) – Sainte-Martine, Beauharnois                                                       | |
| Roussillon                                        | Châteauguay                      | 34,80       | 35                                | Chemin de la Haute-Rivière / Boulevard René-Lévesque                                                            | |
| Roussillon                                        | Châteauguay                      | 37,20       | 38                                | R-132 (Boulevard Saint-Jean-Baptiste) / R‑138 – Châteauguay (Centre-ville), Mercier                             | |
| Roussillon                                        | Châteauguay                      | 40,60       | 41                                | Boulevard Industriel / Boulevard Sainte-Marguerite                                                              | |
| Roussillon                                        | Saint-Isidore                    | 43,90       | 44                                | R-207 / R‑221 – Kahnawake, Saint-Rémi, Saint-Isidore                                                            | |
| Roussillon                                        | Saint-Constant                   | 46,40       | 47                                | A-730 nord – Saint-Constant, Sainte-Catherine, Pont Honoré-Mercier                                              | Sortie 1 de l'A-730 |
| Roussillon                                        | Candiac                          | 54,20       | 55                                | A-15 / R-132 vers I-87 – Montréal, New York                                                                     | Sortie direction est, entrée direction ouest; sortie 40 de l'A-15                                                        |
| Roussillon                                        | Candiac                          | 58,10       | 58                                | A-930 vers A-15 / R-132 / I-87 – Montréal, New York, Candiac, Saint-Philippe                                    | Sortie direction ouest, entrée direction est; ancienne sortie 99 (vers Boul. Jean-Leman, accessible depuis la sortie 58) |
| Roussillon                                        | La Prairie                       | 62,30       | 62                                | R-104 – La Prairie, Saint-Jean-sur-Richelieu                                                                    | |
| Limite Roussillon–Longueuil                       | Limite La Prairie–Brossard       | 64,40       | 65                                | Boulevard Matte / Boulevard de Rome                                                                             | Boulevard de Rome indiqué en direction est seulement                                                                     |
| Longueuil                                         | Brossard                         | 67,30       | 67                                | A-10 / Boulevard de Rome vers A-15 / I-89 – Montréal (Centre-ville), Sherbrooke, Aéroport P.E. Trudeau, Vermont | Boulevard de Rome indiqué en direction ouest; Aéroport P.E. Trudeau et Vermont indiqués en direction est                 |
| Longueuil                                         | Limite Brossard–Longueuil        | 69,20       | 69                                | Grande-Allée | |
| Longueuil                                         | Longueuil                        | 73,20       | 73                                | R-112 (Boulevard Cousineau) / Chemin de Chambly – Chambly                                                       | |
| Longueuil                                         | Saint-Bruno-de-Montarville       | 76,00       | 76                                | R-116 (Boulevard des Promenades) – Belœil, Pont Jacques-Cartier                                                 | Sortie 9 de la R-116 |
| Longueuil                                         | Saint-Bruno-de-Montarville       | 77,80       | 78                                | Boulevard Clairevue – Saint-Bruno-de-Montarville (Centre-ville), Aéroport Saint-Hubert                          | |
| Longueuil                                         | Saint-Bruno-de-Montarville       | 79,80       | 80                                | Boulevard de Montarville / Montée Montarville                                                                   | |
| Longueuil                                         | Boucherville                     | 83,50       | 83                                | A-20 – Montréal, Québec                                                                                         | Sortie 98 de l'A-20 |
| Limite Longueuil–Marguerite-D'Youville            | Limite Boucherville–Sainte-Julie | 87,00       | 87                                | Sainte-Julie, Saint-Amable                                                                                      | |
| Marguerite-D'Youville                             | Limite Sainte-Julie–Varennes     | 88,90       | 89                                | R-229 – Varennes                                                                                                | Sortie direction est, entrée direction ouest                                                                             |
| Marguerite-D'Youville                             | Varennes                         | 94,70       | 95                                | Chemin de la Butte-aux-Renards / Montée de Picardie – Varennes                                                  | |
| Marguerite-D'Youville                             | Varennes                         | 98,20       | 98                                | Montée de la Baronnie                                                                                           | |
| Marguerite-D'Youville                             | Verchères                        | 104,90      | 105                               | Verchères | |
| Marguerite-D'Youville                             | Verchères                        | 107,10      | 107                               | Calixa-Lavallée, Saint-Marc-sur-Richelieu                                                                       | Saint-Marc-sur-Richelieu indiqué en direction ouest seulement                                                            |
| Marguerite-D'Youville                             | Contrecœur                       | 112,40      | 113                               | Montée Lapierre – Contrecœur                                                                                    | |
| Marguerite-D'Youville                             | Contrecœur                       | 116,90      | 117                               | Montée de la Pomme-d'Or – Contrecœur, Saint-Antoine-sur-Richelieu                                               | |
| Marguerite-D'Youville                             | Contrecœur                       | 118,80      | 119                               | Rue Saint-Antoine – Contrecœur                                                                                  | |
| Marguerite-D'Youville                             | Contrecœur                       | 126,10      | 126                               | Montée Saint-Roch – Contrecœur, Saint-Roch-de-Richelieu                                                         | |
| Pierre-De Saurel                                  | Sorel-Tracy                      | 135,10      | 135                               | Chemin du Golf                                                                                                  | |
| Pierre-De Saurel                                  | Sorel-Tracy                      | 138,90      | 138                               | Boulevard des Érables / Boulevard de Tracy                                                                      | |
| Pierre-De Saurel                                  | Sorel-Tracy                      | 140,00      | 140                               | Boulevard Saint-Louis                                                                                           | |
| Pierre-De Saurel                                  | Sorel-Tracy                      | 141,00      | 141                               | R-223 (Chemin Saint-Roch) – Saint-Joseph-de-Sorel                                                               | |
| Pierre-De Saurel                                  | Sorel-Tracy                      | 142,50      | 143                               | R-133 (Boulevard Gagné) – Sorel-Tracy (Centre-ville), Mont-Saint-Hilaire                                        | Intersection à niveau |
| Pierre-De Saurel                                  | Sorel-Tracy                      | 143,40      | —                                 | Rue De Ramezey                                                                                                  | Intersection à niveau |
| Pierre-De Saurel                                  | Sorel-Tracy                      | 143,90      | —                                 | Vers R-132 est (Boulevard Poliquin) – Nicolet                                                                   | Terminus est de la section principale; intersection à niveau                                                             |
| Tronçon manquant de 70 km                         |                                  |             |                                   | | |
| Bécancour                                         | Bécancour                        | 0,00        | —                                 | R-132 – Saint-Grégoire                                                                                          | Terminus ouest de la section Bécancour                                                                                   |
| Bécancour                                         | Bécancour                        | 0,70        | —                                 | A-55 – Victoriaville, Drummondville, Trois-Rivières                                                             | Sortie 176 de l'A-55 |
| Bécancour                                         | Bécancour                        | 5,20        | —                                 | Avenue des Jasmins – Sainte-Angèle-de-Laval                                                                     | Intersection à niveau |
| Bécancour                                         | Bécancour                        | 8,00        | —                                 | Rue des Glaïeuls                                                                                                | Intersection à niveau |
| Bécancour                                         | Bécancour                        | 8,80        | —                                 | Rue des Glaïeuls / Boulevard du Danube – Wôlinak, Précieux-Sang                                                 | Intersection à niveau |
| Bécancour                                         | Bécancour                        | 10,60       | —                                 | R-132 ouest – Bécancour                                                                                         | Intersection à niveau; terminus ouest du multiplex avec la R-132                                                         |
| Bécancour                                         | Bécancour                        | 14,10       | —                                 | R-261 sud / Boulevard Arthur-Sicard – Sainte-Gertrude                                                           | Intersection à niveau |
| Bécancour                                         | Bécancour                        | 16,50       | —                                 | Boulevard Alphonse-Deshaies                                                                                     | Intersection à niveau |
| Bécancour                                         | Bécancour                        | 16,50       | —                                 | R-132 est – Québec                                                                                              | Intersection à niveau; terminus est du multiplex avec la R-132                                                           |
| - Terminus de multiplex - Accès incomplet - Péage |                                  |             |                                   | | |